# Weserflug WP 1003
El Weserflug WP 1003, fue un avión biplaza VTOL de la Alemania nazi desarrollado por Weser Flugzeugbau. El propósito del proyecto era construir un avión militar de tipo convertiplano con características VTOL para ser usado en la Segunda Guerra Mundial.

## Desarrollo

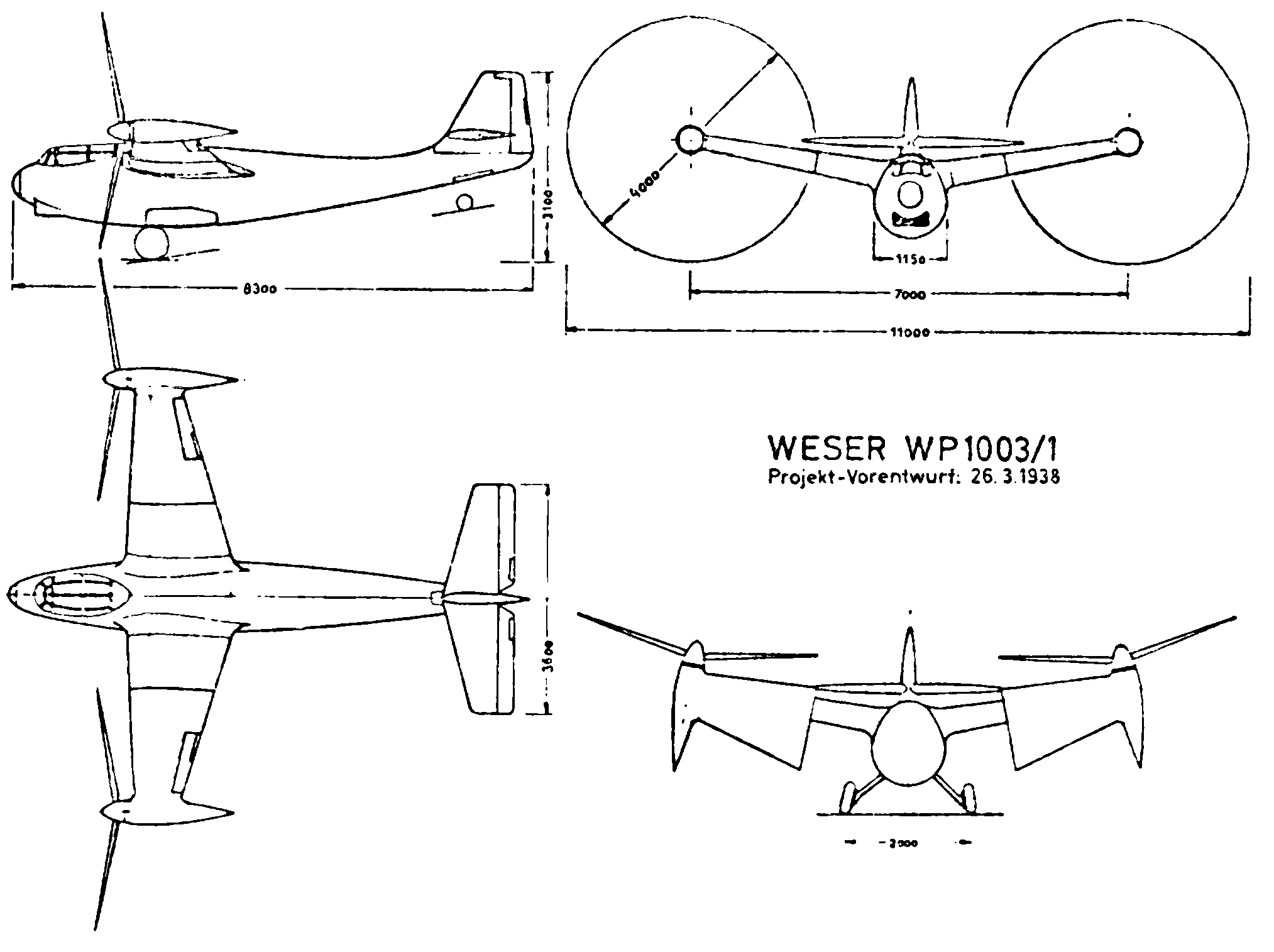

A principios de 1938 los planes para una aeronave de rotores basculantes se habían elaborado y el proyecto, llamado P 1003, fue apoyado por el Ministerio del Aire. El avión era un monoplano con un fuselaje bastante convencional, con ala alta con bisagras a la mitad de cada plano, y con una hélice en cada punta del ala. Un solo motor Daimler-Benz DB 600 se montaría en el centro del fuselaje, y los ejes de transmisión conectarían el motor a las hélices, que eran anormalmente grandes con un diámetro de 4 metros cada una, cuando las hélices de una aeronave similar habrían tenido un diámetro de 2 metros. Los planes iniciales incluían que el avión estuviera equipado con tren de aterrizaje retráctil.
Para el despegue, toda la parte exterior del ala podría ser girada 90 grados, de manera que las hélices se orientaban hacia arriba para crear fuerza de sustentación que le permitiera a la aeronave despegar de manera similar a la de un helicóptero. Una vez en el aire el propulsor se volvería girar a una posición horizontal para generar empuje y propulsar el avión hacia adelante.

## Bell-Boeing V-22 Osprey
Sin embargo, el avión nunca fue construido debido a la complejidad del sistema VTOL, a pesar de que un diseño muy similar se construyó más tarde por los Estados Unidos, primero con el Bell XV-15 y luego el Bell-Boeing V-22 Osprey, que comenzó las pruebas en 1989.